# Chính sách thị thực của Guinée
Du khách đến Guinée phải xin thị thực từ một trong những phái bộ ngoại giao Guinée trừ khi họ đến từ một trong những quốc gia hoặc vùng lãnh thổ được miễn thị thực.

## Bản đồ chính sách thị thực

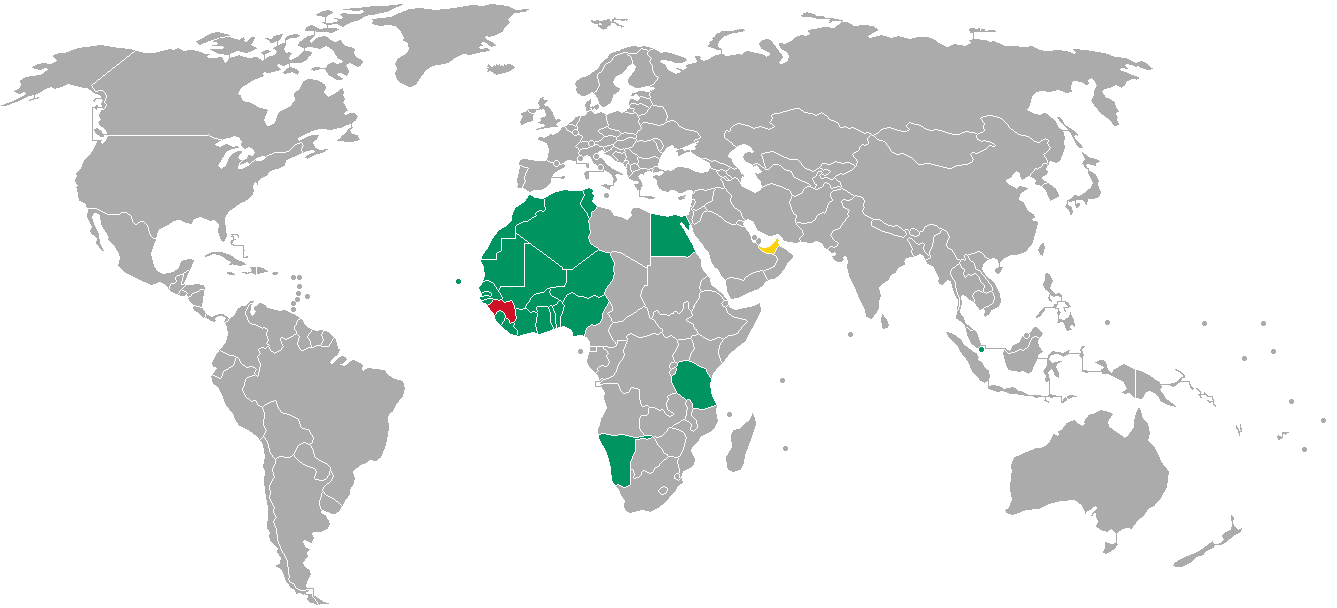
Chính sách thị thực Guinea
Guinée
Miễn thị thực

## Miễn thị thực
Công dân của 21 quốc gia và vùng lãnh thổ sau cũng như người tị nạn và vô quốc gia định cư tại những quốc gia này có thể đến Guinea mà không cần thị thực:
| - Ai Cập - Algeria - Benin - Burkina Faso - Cape Verde - Bờ Biển Ngà - Cuba - Gambia - Ghana - Guinea-Bissau - Liberia | - Mali - Mauritania - Maroc - Niger - Nigeria - Senegal - Sierra Leone - Tanzania - Togo - Tunisia |  |

Người sở hữu hộ chiếu ngoại giao và công vụ của Romania và Nga không cần thị thực để đến đây tối đa 90 ngày và của Trung Quốc là 30 ngày.

Công dân Trung Quốc sở hữu hộ chiếu làm việc công cũng được miễn thị thực 30 ngày.

## Thị thực tại cửa khẩu
Người sở hữu thư phê chuẩn từ Directeur Central de la Police de l'Air et des Frontieres có thể xin thị thực tại cửa khẩu.